# 충남도립대학교
충남도립대학교(Choongnam Provincial University, 忠南道立大學校)는 충청남도 청양군 청양읍 학사길 55 (벽천리)에 위치하고 있는 대한민국의 공립 대학이다. 1996년 충청남도의 도립대학 설치 조례를 제정한 후 1998년 3월 19일에 청양전문대학이라는 이름으로 개교한 후 동년 5월 27일에 청양대학으로 교명을 변경하였다. 이후 2009년 12월 29일에 충남도립청양대학으로 변경한 후 2012년 12월 '충청남도 도립학교 설치 조례’가 개정되어 2015년 1월 1일 충남도립대학교로 교명이 변경되었다.

## 연혁
- 1994년 11월: 대학 부지 선정 (청양군 청양읍 벽천리 90번지 일원)
- 1996년 7월 2일: 대학 기구 및 정원 승인
- 1996년 11월 11일: 도립대학 설치 조례 제정
- 1997년 11월 27일: 청양전문대학 설립 인가
- 1998년 3월 19일: 청양전문대학 개교 (10개 학과 400명)
- 1998년 5월 27일: 청양대학으로 교명 변경
- 1999년 3월 2일: 피부미용과, 자치행정과 야간 과정 신설
- 2003년 8월 30일: 토목정보과 등 5개 학과 명칭 변경
- 2005년 3월 1일: 시각정보디자인과 등 4개 학과 명칭 변경
- 2005년 11월 1일: 작업치료과 신설 승인
- 2006년 8월 14일: 자치경찰계열 신설
- 2007년 12월 2일: 자치행정학과 학사학위 전공심화과정 신설
- 2009년 2월 18일: 전지전자공학과 등 2개 학과 명칭 변경
- 2009년 12월 29일: 충남도립청양대학으로 교명 변경
- 2015년 1월 1일: 충남도립대학교로 교명 변경[1]

## 대학 비전
- Best CNSU (Best University, Best Global Partner, Best Future)

## 같이 보기
- 대한민국의 국립 대학 목록
- 대한민국의 대학 목록
- 대한민국의 교육